# Lohengrin (Sagengestalt)
Lohengrin ist der Hauptheld der mittelhochdeutschen Schwanenrittersage aus dem späten 13. Jahrhundert. Dort ist er der Sohn des Parzival, eines der Hüter des Heiligen Grals, wird von König Artus zum Rhein entsandt und hilft der fiktiven Herzogstochter Elsa von Brabant gegen deren Gegner.

## Herkunft des Namens
Lohengrin heißt im Parzival-Epos von Wolfram von Eschenbach Loherangrîn (Anfang 13. Jahrhundert), eine Kurzform von Garin le Loherain (Garin, der Lothringer; frz. Garin le Lorrain). Eine Bearbeitung des 15. Jahrhunderts nennt den Ritter Lorengel. Bei den Brüdern Grimm ist in der Sage Der Ritter mit dem Schwan von Heliás die Rede, dem griechischen Ausdruck für „den zur Sonne Gehörigen“ (ho heliakós). Das mittelhochdeutsche Lohe (Flamme) ist somit nicht maßgeblich für den Namen. In der Antike ist Phaethon (gesprochen dreisilbig: Phaëthon) der Sohn des Sonnengottes Helios; er hat sieben Schwestern, die Heliáden. Cycnus, ein Freund Phaethons, wird nach dessen tragischem Tod in einen Schwan verwandelt (gr. κύκνος, lat. cygnus).

## Sagengestalt
Das Motiv des Schwanenritters lässt sich bis in die griechische und römische Antike zurückführen. Bei Tacitus finden sich ebenso Ursprünge wie in isländischen Sagas. In der von Ludwig Lucas referierten mittelalterlichen Fassung kämpft Lohengrin vor Mainz in Gegenwart des Kaisers Heinrich gegen Elsas Feind Telramund, besiegt diesen, heiratet Elsa, begleitet den Kaiser auf dessen Kriegszug gegen die Ungarn und kämpft für den Papst gegen die Sarazenen. Als er nach Köln zurückkehrt, fragt Elsa wider sein Verbot ihn nach seiner Herkunft. Vergebens verweigert er zweimal die Antwort; als sie zum dritten Mal fragt, erklärt er sich, verlässt sie aber und kehrt mit dem Schwan zurück zum Gral.

## Historischer Hintergrund der Sage
Das mittelalterliche Epos Lohengrin hatte nach Ansicht von Ernst Elster zwei Verfasser, wobei der erste nur die Strophen 31 bis 67 gedichtet habe, alles andere sei auf einen zweiten Autor, mutmaßlich einen „bayerischen Ministerialen“, zurückzuführen. In französischen Fassungen des 12. Jahrhunderts erscheint der Schwanenritter Elyas als Großvater von Gottfried von Bouillon und die zentrale Handlung spielt zur Zeit Kaiser Ottos in Nimwegen am Niederrhein in der dortigen Kaiserpfalz.
Anders als die Häuser Bouillon-Boulogne und Brabant pflegten das Haus Kleve mit der Schwanenburg und die mit Kleve verwandten Häuser Geldern und ab 1257/58 Rieneck-Rothenfels eine intensive Schwan-Memoria. Daneben führten weitere Adelshäuser ihre Abkunft auf den Schwanenritter zurück.